# Xã Warsaw, Quận Jefferson, Pennsylvania
Xã Warsaw (tiếng Anh: Warsaw Township) là một xã thuộc quận Jefferson, tiểu bang Pennsylvania, Hoa Kỳ. Năm 2010, dân số của xã này là 1.424 người.